# Rémy-Claude de Bullion
Pour les articles homonymes, voir Bullion.
Cet article possède un paronyme, voir Claude de Bullion.
Rémy-Claude de Bullion, seigneur de Montlouët en Beauce, né en 1691 à Paris et mort en 1772 à Brest, est un officier de marine français du XVIIIe siècle.

## Origines et famille
Il est le fils de Claude de Bullion, comte de Montlouët, seigneur de Preures et de Françoise le Bel († 1709). Son père est capitaine de cavalerie. Ses parents de marient le 28 décembre 1690.

## Carrière dans la Marine royale
Il entre dans la Marine royale en 1705 à l'âge de quatorze ans environ. En 1712, il est blessé d'un coup de fusil à la tête et d'un éclat de bombe au pied gauche. Il est estropié, au siège de Douai, pendant la guerre de Succession d'Espagne.
Il reçoit son brevet de capitaine de vaisseau en 1747 et est promu chef d'escadre des armées navales le 1er janvier 1754, au début de la guerre de Sept Ans. 
En 1755, alors que la guerre menace entre la France et l'Angleterre, Claude de Bullion commande le vaisseau le Héros de 74 canons, avec pour commandant en second Monsieur de Kermabon, capitaine de vaisseau. Le bâtiment sert dans l’escadre 6 vaisseaux et 3 frégates aux ordres du lieutenant général Macnemara qui doit escorter 18 bâtiments portant des renforts pour le Canada (aux ordres, elle, de Dubois de La Motte). Macnemara décidant finalement de rentrer sur Brest après quelques jours de navigation, Claude de Bullion rentre avec lui, le reste de l’escadre poursuivant seule sa mission sous les ordres de Dubois de La Motte. Il est fait Commandeur de l'ordre royal et militaire de Saint-Louis, en 1757.
Il meurt en 1772 à Brest après une carrière exceptionnellement longue de 67 ans au service de la Marine royale.

## Mariage et descendance
Il épouse en 1742 à Brest Marguerite Marie Corentine de Bussy de Merval (1711 à Saint-Pol-de-Léon - avant 1779), fille de Charles de Bussy, seigneur de Merval, officier de marine, et de Suzanne Le Ny de Coetelez. De cette union naissent quatre garçons et trois filles.

### Sources et bibliographie
- Michel Vergé-Franceschi, Les officiers généraux de la marine royale (1715-1774) : Le littoral, l'intérieur, Librairie de l'Inde, 1990, 3469 p. (ISBN 2-905455-04-7), p. 50 et suiv.
- Michel Vergé-Franceschi (dir.), Dictionnaire d'Histoire maritime, éditions Robert Laffont, coll. « Bouquins », 2002
- Jean Meyer et Martine Acerra, Histoire de la marine française : des origines à nos jours, Rennes, Ouest-France, 1994, 427 p. [détail de l’édition] (ISBN 2-7373-1129-2, BNF 35734655)
- Étienne Taillemite, Dictionnaire des marins français, Paris, Tallandier, coll. « Dictionnaires », octobre 2002, 537 p. [détail de l’édition] (ISBN 978-2847340082)
- Onésime Troude, Batailles navales de la France, t. 1, Paris, Challamel aîné, 1867-1868, 453 p. (lire en ligne)
- Georges Lacour-Gayet, La Marine militaire de la France sous le règne de Louis XV, Honoré Champion éditeur, 1902, édition revue et augmentée en 1910 (lire en ligne)